# Nightmare at the End of the Hall
Nightmare at the End of the Hall is een Canadese televisiefilm uit 2008 onder regie van George Mendeluk. Het verhaal is dat van een bovennatuurlijke thriller met een bovennatuurlijke randje. Dit vormde het eerste verfilmde script van Nora Zuckerman, die eerder wel al voor televisieseries schreef.

## Verhaal

### Proloog
Courtney Snow (Amber Borycki) woont op de campus van de Douglas Academy Boarding School, waar schoolhoofd Mr. Ramsay (Duncan Regehr) gejaagd de gang op komt lopen. Hij is op zoek naar Snows schijnbaar spoorloze vriendin Jane (Jacqueline MacInnes Wood), wat tevens de vriendin is van zijn zoon Brett (Sebastian Gacki). Even later vinden ze haar in kamer 1123, een opslagruimte. Ze heeft zichzelf opgehangen en is dood.

### Plot
Zeventien jaar later keert de volwassen Snow (Sara Rue) terug naar haar oude school voor een reünie. Tien jaar eerder bracht ze het boek My Dead Friend uit, wat haar een gevierd schrijfster maakte. Een opvolger blijft sinds die tijd niettemin uit. Robin Miller (Christine Willes) bestiert tegenwoordig de afdeling Engels en vindt het mooi dat een oud-leerling bekend is geworden als schrijfster. Zij biedt Snow aan om een tijd lerares te worden, inwonend op de campus. Ze accepteert, omdat ze niet denkt binnen afzienbare tijd aan een nieuw boek te beginnen en ze toch ergens van moet leven. Tot haar onaangename verrassing ligt de kamer waarin ze tijdelijk kan gaan wonen op de gang die uitkomt op kamer 1123.
Wanneer Snow staat te mijmeren voor de deur van kamer 1123, gaat daarvan onverwacht de deur open. De woongelegenheid in de hal blijkt uitgebreid van twaalf naar vijftien kamers en om dat te bereiken is onder meer kamer 1123 verbouwd tot woning. Het meisje dat daar net is ingetrokken, stelt zich voor als Laurel McAvoy (eveneens Jacqueline MacInnes Wood). Tot Snows verbijstering lijkt het meisje sprekend op Jane ten tijde van haar zelfmoord. Wanneer ze even later McAvoys ouders Jim (Paul Hubbard) en Beth (Jessica Schreier) ontmoet, vragen die haar goed op hun dochter te letten, die nogal de neiging heeft zichzelf terug te trekken. Voor Snow is dit een goed excuus om Janes evenbeeld nauwlettend te gaan volgen.
Omdat hij de zoon van het schoolhoofd is, loopt Snow ook de inmiddels volwassen Brett (Kavan Smith) weer tegen het lijf. Ze kon en kan het goed met hem vinden, maar hun hernieuwde kennismaking maakt ook schuldgevoelens bij haar los. In de weken voor Janes zelfmoord werd Brett verliefd op haar en ondanks dat hij Janes vriendje was, is Snow eenmalig met hem naar bed geweest. Omdat Jane geen briefje achterliet, is Snow er nooit achter gekomen of Jane dit wist en of dat de aanleiding was voor haar zelfmoord. Jane was verder een vrolijk type dat het prima naar haar zin had op de campus, helemaal nadat ze Brett leerde kennen. Hierdoor vreest Snow dat de zelfmoord deels haar schuld was. Brett vindt haar nog steeds leuk, maar Snow gaat daarom in eerste instantie niet op zijn avances in. Wel vertelt ze hem over Laurel en haar gelijkenis met Jane. Ze houden het er in eerste instantie op dat het Snows traumatische ervaring en medicijnen tegen paniekaanvallen haar verwarren, maar ze raakt er steeds meer van overtuigd dat Jane terug is om iets duidelijk te maken.
Wanneer Laurel tijdens de literatuurles een titel voor een kort verhaal moet verzinnen, bedenkt ze The Door in the Dark. Snow raakt er hierdoor van overtuigd dat Laurel haar gek wil maken. The Door in the Dark is exact dezelfde titel als dat van een verhaal dat Jane eens schreef. Het origineel blijkt alleen onvindbaar in de schoolbibliotheek. Dan verneemt ze iets wat ze nog niet wist over Jane. Die vertrok ooit voor een studieproject een tijd naar Cambridge, maar blijkt daar nooit geweest te zijn. In plaats daarvan was ze naar een bevallingskliniek. Ze verneemt van Laurels vriendje Sam (Greyston Holt) dat Laurel net als hij geadopteerd is. Laurel blijkt biologisch gezien Janes destijds verborgen dochter. Jane praat soms met de mond van haar kind, maar niet om Snow te beschuldigen, maar om duidelijk te maken dat ze geen zelfmoord pleegde. Ze werd vermoord door Bretts vader. Die heeft altijd voor Brett verborgen gehouden dat hij vader is, van Janes kind. Dit om zijn reputatie smetteloos en zijn kansen op een bevoorrechte toekomst in elitaire kringen optimaal te houden.

## Rolverdeling
| - Sara Rue - Courtney Snow - Jacqueline MacInnes Wood - Laurel McAvoy / Jane - Duncan Regehr - Mr. Ramsay - Kavan Smith - Brett Ramsay - Duane Keogh - Chester - Peter Huck - Eric - Christine Willes - Robin Miller - Paul Hubbard - Jim McAvoy - Jessica Schreier - Beth McAvoy - Amber Borycki - Courtney (jonge versie) | - Sebastian Gacki - Brett (jonge versie) - Adam Pateman - Chester (jonge versie) - Matthew McLellan - Eric (jonge versie) - Jennifer Clement - Gina - Philip Granger - Larry Klickna - Christine Danielle - Emory - Greyston Holt - Sam - P. Lynn Johnson - Kay - Keith Gordey - George |